# Granejouls
Granejouls era una comuna francesa que estaba situada en el departamento de Lot, de la región de Occitania, que entre 1795 y 1800 pasó a formar parte de la comuna de Lhospitalet.

## Demografía
La comuna constaba en 1793 con 365 habitantes.